# 雙斑絢鯰
雙斑絢鯰（學名：Ompok bimaculatus）為輻鰭魚綱鯰形目鯰科的其中一種，為熱帶淡水魚，分布於亞洲阿富汗、印度、中國至緬甸、泰國淡水及半鹹水流域，體長可達45公分，棲息在河川底層水域，會進行洄游，以魚類、甲殼類及軟體動物等為食，生活習性不明，可做為食用魚、養殖魚及觀賞魚。

## 扩展阅读
維基物種上的相關：雙斑絢鯰